# Kazymopstand
De Kazymopstand was een opstand die plaatsvond in 1933 door de Chanten uit West-Siberië tegen het collectivisatiebeleid van de Sovjet-Unie. De opstand is vernoemd naar de nabijgelegen plaats Kazym in het autonome district Chanto-Mansië.

## Oorzaak
In de jaren 30 werd de plaats Kazym gesticht als een "culturele basis". Dit moest de nomadische Chanten verleiden tot een sedentair bestaan, met als voordelen de aanwezigheid van scholen, ziekenhuizen, winkels en andere gemeenschapsvoorzieningen.
Deze vorm van collectivisatie van "inheemse volken" tot bestuurbare gemeenschappen had succes in de zin dat vele Chanten hun nomadische levensstijl opgaven. Een deel werd echter gedwongen verplaatst. Daarnaast werden verplichte internaten opgezet, waardoor Chantische kinderen voor vele jaren bij hun ouders werden weggehaald. Hier mochten ze hun moedertaal niet spreken en hun culturele tradities en geloofsriten niet uitvoeren, waardoor ze de band met de Chantische cultuur verloren.
De Chantische traditionele leiders werden tegelijkertijd als contra-revolutionair bestempeld, gearresteerd en vaak geëxecuteerd.
In 1928 was er al eerder een opstand onder de Chanten, waaraan 150 gewapende strijders deelnamen. Deze opstand werd onderdrukt, en een aantal niet op tijd gevluchte leiders werd begin 1933 opgepakt door de OGPOe (de voorloper van de NKVD).

## De opstand
Al deze maatregelen leidden uiteindelijk in 1933 tot de opstand van veel Chanten, daarbij gesteund door de bos-Nenetsen, die hetzelfde was overkomen.
De directe aanleiding was een stel Russen en Chanten die -volgens sovjetbronnen- zonder het te weten een heilig eiland van de Nenetsen in het Noem-To-meer waren opgegaan, om er te vissen. In juni 1933 dreigden de Chantische leiders om het cultureel centrum in brand te steken als hun leiders niet zouden worden vrijgelaten door de OGPOe. De leiders verklaarden aan hun volgelingen dat de Sovjets spoedig zouden worden verdreven door stoomschepen van de Witten.
In november werd besloten een aantal Sovjetleiders te gijzelen om die uit te wisselen tegen de gevangengenomen leiders. Jefim Vandymov werd verkozen tot "leider van alle Chanten en Nenetsen". Op 4 december 1933 werd een aanval gedaan op een kamp van zes tsjoemen (80 kilometer ten zuidoosten van het Noem-To-meer), waarbij een viertal sovjetleiders werden gegijzeld en tegen de avond in opdracht van een sjamaan werden opgehangen. In december breidde de opstand zich uit. De opstand had haar centrum in de plaats Kazym.
De OGPOe sloeg echter terug en in februari en maart werden 88 mensen opgepakt. Op 13 maart 1934 werd door het bestuur van Chanto-Mansië het bevel gegeven de opstand neer te slaan. Daarop arriveerde het Rode Leger. Volgens sommige bronnen vermoordde het leger daarbij tientallen dorpsbewoners en verbrandde hun huizen. Meer afgelegen Chantendorpen werden gebombardeerd door de Rode Luchtmacht. Op 25 juni 1934 werden 49 leiders veroordeeld.

## Gevolgen
Na de opstand werd een ieder die deelnam aan de traditionele beer-begrafenisriten of andere feesten van de Chantische cultuur veroordeeld tot 10 jaar gevangenisstraf. Het jagen op beren werd verboden en alles wat met de Chantische cultuur te maken had, zoals heidense rituelen en gronden waar de doden werden begraven, werd vernietigd.
Pas in de jaren 80 werden de wetten tegen de Chanten verlicht toen Michail Gorbatsjov zijn glasnost doorvoerde. Een bijeenkomst in 1993 in Tjoemen om de 49 veroordeelden in ere te herstellen leidde uiteindelijk niet tot eerherstel.